# Thi kendes for ret (film)
|  | Denne artikel er oprettet af botten Steenthbot ud fra en ekstern database. Den kan derfor have sproglige fejl eller mangler. Denne skabelon kan fjernes efter kontrol af indholdet. |

Thi kendes for ret er en dansk kortfilm fra 1929 instrueret af Fritz Lamprecht.

## Medvirkende
- Carl Viggo Meincke
- Alex Suhr
- Robert Storm Petersen